# مالت کربشتاین
مالت کربشتاین (انگلیسی: Malte Karbstein؛ زادهٔ ۳۰ ژانویهٔ ۱۹۹۸) بازیکن فوتبال اهل آلمان است.
از باشگاه‌هایی که در آن بازی کرده‌است می‌توان به باشگاه فوتبال انرژی کوتبوس اشاره کرد.